# CMAS
Confédération Mondiale des Activités Subaquatiques (CMAS) je svjetska podvodna federacija. CMAS je međunarodna krovna ronilačka organizacija. Osnovana je u Monaku 10. siječnja 1959. godine. Međunarodno sjedište joj je trenutačno u Rimu.

## Ronilačke kategorije
- Ronilac s jednom zvjezdicom (R1)
- Ronilac s dvije zvjezdice (R2)
- Ronilac s tri zvjezdice (R3)
- Ronilac s četiri zvjezdice (R4)

## Instruktorske kategorije
- Instruktor s jednom zvjezdicom (I1)
- Instruktor s dvije zvjezdice (I2)
- Instruktor s tri zvjezdice (I3)

## Vanjske poveznice
- C.M.A.S. (engl.)
- Mednarodni savez udruga IAHD Adriatic (slov.), (engl.)